# 진보시민당
진보시민당(독일어: Fortschrittliche Bürgerpartei 포티시리트리헤 뷩게르 파르타이[*])은 리히텐슈타인의 보수주의 정당이다. 1918년 창당된 이래 애국연합당과 경쟁하며 번갈아가며 여당과 야당 지위를 가졌다. 1918년 기독교민주주의자들이 기독교민주당을 창당한것에 대항하여 농본주의자들과 민족주의자, 보수주의자가 설립한 정당이다. 그래서 애국연합에 비해 조금 더 보수적인 면이 있으며, 리히텐슈타인 왕가의 지원군 역할을 맡고있다. 2013년 총선에서 승리하여 아드리안 하슬러를 총리로 배출하였다.

## 역대 선거 (2000 - )
| 선거        | 당선자  | 득표율 | 총리 배출 여부 |
| ----------- | ------- | ------ | -------------- |
| 2001년 총선 | 13 / 25 | 49.9%  | 배출           |
| 2005년 총선 | 12 / 25 | 48.7%  | 배출           |
| 2009년 총선 | 11 / 25 | 43.5%  | 미배출         |
| 2013년 총선 | 10 / 25 | 40.0%  | 배출           |
| 2017년 총선 | 9 / 25  | 35.2%  | 배출           |